# 彼得·薩特克利夫
彼得·威廉·薩特克利夫（英語：Peter William Sutcliffe，1946年6月2日—2020年11月13日），又名彼得·威廉·柯南（英語：Peter William Coonan）是英國連環殺手，他又被新聞媒體稱作「約克郡屠夫」（Yorkshire Ripper）。1981年，薩特克利夫被裁定已經謀殺13名女性，並企圖謀殺另外7人。
2020年11月13日死于北达勒姆大学医院，据说他曾在两周前因疑似心脏病发作在同一家医院接受治疗后返回HMP Frankland，拒绝接受COVID-19的治疗。

## 外部連結
- Sir Lawrence Byford's report, December 1981 （页面存档备份，存于） (multiple files)
- Yorkshire Ripper website （页面存档备份，存于）
- Suggestion that Sutcliffe had other victims （页面存档备份，存于） BBC News
- Google Earth/Maps overlay showing significant locations in the Ripper case[]